# Central Valley (Utah)
Pour les articles homonymes, voir Central Valley.
Central Valley est une municipalité américaine située dans le comté de Sevier en Utah.
Lors du recensement de 2010, sa population est de 528 habitants. La municipalité, créée en 2005[réf. nécessaire], s'étend alors sur une superficie de 1,36 mille carré (3,52 km2).